# Кацпровиці
Кацпровиці (пол. Kacprowice) — село в Польщі, у гміні Волянув Радомського повіту Мазовецького воєводства.
Населення — 282 особи (2011).
У 1975-1998 роках село належало до Радомського воєводства.

## Демографія
Демографічна структура станом на 31 березня 2011 року:
|          | Загалом | Допрацездатний вік | Працездатний вік | Постпрацездатний вік |
| -------- | ------- | ------------------ | ---------------- | -------------------- |
| Чоловіки | 130     | 29                 | 84               | 17                   |
| Жінки    | 152     | 35                 | 87               | 30                   |
| Разом    | 282     | 64                 | 171              | 47                   |